# Emrei's
Emrei's (dříve Wishmasters) je česká symfonicmetalová hudební skupina, která dává důraz na operní prvky kombinované s typickým death metalovým chrapotem (growling).

## Profesní vývoj
Kapela Wishmasters vznikla začátkem roku 2007. Tehdy se ještě jednalo o ryze revivalovou skupinu, hrající symphonic metalové písně skupiny Nightwish. Po několikaletém fungování se však rozhodla přejít na vlastní tvorbu a v roce 2014 skupina postavila vlastní nahrávací studio a získala zastoupení vydavatelské společnosti pod kterou vydala své debutové album s názvem Beatrice, které je charakteristické svým příběhem a symfonickým aranžmá.
S albem Beatrice, kapela absolvovala první koncertní turné, nad kterým převzal záštitu přední český metalový magazín Spark. Kapela hrála jak v České republice, tak v zahraničí. Mladí hudebníci z Čech, tak měli možnost poprvé stát na stejných prknech jako nizozemští Within Temptation (Festival Rock Pod Kameňom), nebo navštívit velké festivaly jako Masters of Rock či Basinfirefest. Dále si zahráli na polském Green Water Festivalu, kde zvítězili v soutěži o nejlepší kapelu festivalu.
Na podzim roku 2016 se kapela zúčastnila turné s názvem „České hvězdy zpívají Queen“ ku příležitosti nedožitých 70. narozenin a 25 let od úmrtí Freddieho Mercuryho. Na turné excelovala zpěvačka kapely Iveta Aman v duetu Barcelona po boku Vladimíra Hrona, jenž sklidil na každém z vystoupení v Brně, Liberci, Plzni a Ostravě dlouhotrvající potlesk ve stoje. Kapele se tak splnil další sen, hrát ve velkém sále pražské Lucerny, po boku hvězd jako jsou Kamil Střihavka, Aleš Brichta, David Kraus, Vlasta Horváth.
V roce 2016 hudebníci natočili v rámci vlastní záliby v coverování českých písní další duet (jako metal cover písně Zima, zima - Hany Zagorové). Pozvání přijala Eva Pilarová a její píseň Rodeo tak dostala nový kabát ve „wyšmajstrovském“ stylu. Tak se poprvé podařilo vzbudit zájem TOP Star magazínu.
V roce 2017 kapela oznámila začátek prací na druhém albu ve spolupráci s Wolfandeer Art Production Daniela Křižky (Česko hledá Superstar 2015), a v červenci zveřejnila první singl s názvem City Of Emrei, ke kterému v pražském studiu natočila lyric video. Na podzim pak natočila první část klipu k dalšímu singlu a to v poušti za drsných podmínek. Kapela tak zahájila novou netradiční etapu svého vývoje. Momentálně[kdy?] se kapela věnuje nahrávání finálních verzí písní, dotáčí klip a chystá další překvapení včetně velké fireshow na nadcházejících koncertech.
Po odchodu zpěvačky Ivety Aman se v dubnu 2018 ke kapele přidala česko-italská zpěvačka Shirley Tracanna. V Listopadu 2018, kapela vydala druhou studiovou desku Afterworld. K desce kapela natočila stejnojmenný oficiální videoklip a lyric video na písničku City of Emrei a zahájila klubové turné.
V březnu 2020, v období karantény, kapela vydala single Wasteland. V období lockdownu přesedlala na formát coverů známých písniček na YouTube pod značkou Wishmasters.

## Zpěvačka
Shirley Adriena Maria Tracanna', profesionálně známá jako Shirley Tracanna, je italská zpěvačka, nejvíce známá jako hlavní zpěvačka české symfonicko-metalové skupiny Wishmasters.

### Dětství
Tracanna se narodila 26. prosince 1997 v italském městě Recanati. Vyrůstala s mladším bratrem Jonathanem, narozeným 26. dubna 1999. Ve věku osmi let začala na hudební škole hrát dva roky na klavír. Když jí bylo patnáct, začala studovat muzikálový a operní zpěv na hudebním lyceu Toscanini v italském městě Porto Sant'Elpidio. Byla ovlivněna různými hudebními žánry, včetně klasické hudby, jako je Wolfgang Amadeus Mozart, a heavymetalovými kapelami jako jsou Epica, Opeth, Within Temptation a Dimmu Borgir.

### Kariéra
Shirley začala svou profesionální hudební kariéru ve věku šestnácti let, kdy spolupracovala na hudebních projektech jako jsou Acherontia Atropos, Iacto, Murders nebo Bleach. Po přestěhování do České republiky v roce 2016 se Shirley přidala k Bělotínské kapele Passion of Hate. V dubnu 2018 se připojila k Wishmasters, s nimiž vydala album Afterworld.

## Diskografie
- Beatrice (2014) – Děj prvního alba Beatrice (2014) je zasazen do anglického Londýna v 19. století. Pojednává o mladé operní zpěvačce Beatrice, která zažije zlou životní událost, jež nakonec vyvrcholí vraždou.
- Afterworld (2018) – Druhé album Afterworld (2018) se zaměřuje na postapokalyptický svět. Ten, který známe, již neexistuje. Válka a magie zničila skoro veškerý život.  Přesto však zůstala naděje. Posluchač se vydá na cestu epickým fantasy příběhem, kde se hlavní hrdinka Shi pokusí svět zachránit.
- Wasteland (Single) (2020) – Práci na třetím studiovém albu ohlásila kapela vydáním rozšířeného singlu Wasteland (2021) jenž kromě stejnojmenné písně, obsahoval i akustické či live verze písní z alba Beatrice.

## Od roku 2024 (přejmenování)
V únoru 2024 změnila kapela jméno z Wishmasters na Emrei's. Volba jména "Emrei's" byla inspirována sci-fi fantasy světem Emrei. Kapela zdůraznila, že toto jméno zachycuje podstatu jejich vyprávění, protože všechny hudební příběhy jsou pečlivě zasazeny do této nadpřirozené vesmírné říše. Jedním z motivů za přejmenováním byla touha osvobodit se od minulosti a distancovat se od jakýchkoli spojení s kapelou Nightwish.